# Улица Ситси
У́лица Си́тси, ранее также Си́тцевая улица (эст. Sitsi tänav — Ситцевая улица), в 1953–1990 годах — улица В. Маяко́вского (эст. V. Majakovski tänav) — улица в Таллине, столице Эстонии. 

## География
Проходит в микрорайоне Ситси городского района Пыхья-Таллинн. Начинается от улицы Тёэстузе, через несколько метров пересекается с улицей Копли и заканчивается на перекрёстке с улицей Сыле.
Протяжённость — 607 м.

## История
Начало улицы Ситси на полуострове Копли ещё в 1890-х годах было большим открытым пространством. Для постройки крупной текстильной фабрики потомственный почётный гражданин Ревеля, Австро-Венгерский консул Джон Карлович Эльфенбейн (John Elfenbein) и ревельский гражданин Евгений Юлианович Блок (Eugen Block) купили у города 84,4 десятины земли земли между улицей Копли (в то время — улица Цигельскоппельская, эст. Telliskopli tänav) и заливом Копли. 23 февраля 1899 года на пустыре началось строительство фабричных корпусов и жилых домов.
Улица была основана в 1916 году и названа в честь Балтийской бумагопрядильной и ткацкой мануфактуры Ситцевой улицей. 
6 октября 1953 года улица Ситси была переименована в улицу Владимира Маяковского в честь Владимира Маяковского и с этого времени включала в себя и современную улицу Кари.  
Первоначальное название улицы восстановлено 3 августа 1990 года.

## Застройка
Первые дома в районе улицы Ситси возведены как рабочий посёлок Балтийской хлопчатобумажной фабрики (Балтийской мануфактуры) в 1900-х годах, их архитектурное направление определял губернский архитектор Рудольф Кнюпфер. Аскетичный облик рабочих бараков посёлка подчёркивает единый ритм окон и массивная плитняковая лестница у входа. Единственный декоративный элемент переднего фасада — это скромное горизонтальное деревянное обрамление над плитняковым цоколем, а в некоторых домах — двухсторонние входные двери, обшитые деревянными панелями. Здания являются цокольными по всей площади, перекрытие цокольного этажа поддерживается массивными плитняковыми арками, идущими вдоль всего строения, между которыми размещены боксы для каждой квартиры. 
В 1997 году здания рабочего посёлка Балтийской мануфактуры были внесены в Государственный регистр памятников культуры Эстонии как памятники архитектуры:

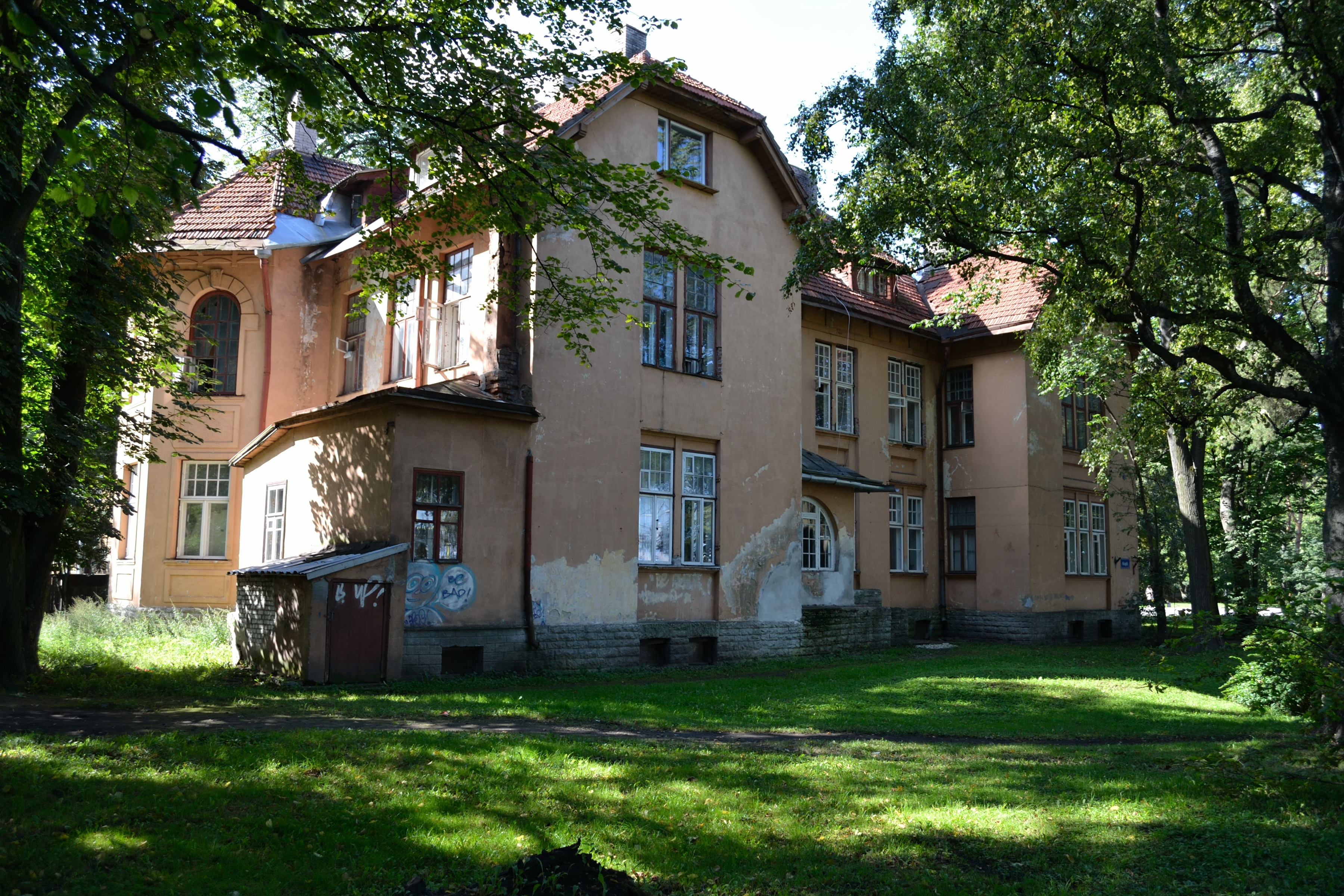
Дом 1, школьное здание хлопчатобумажной фабрики

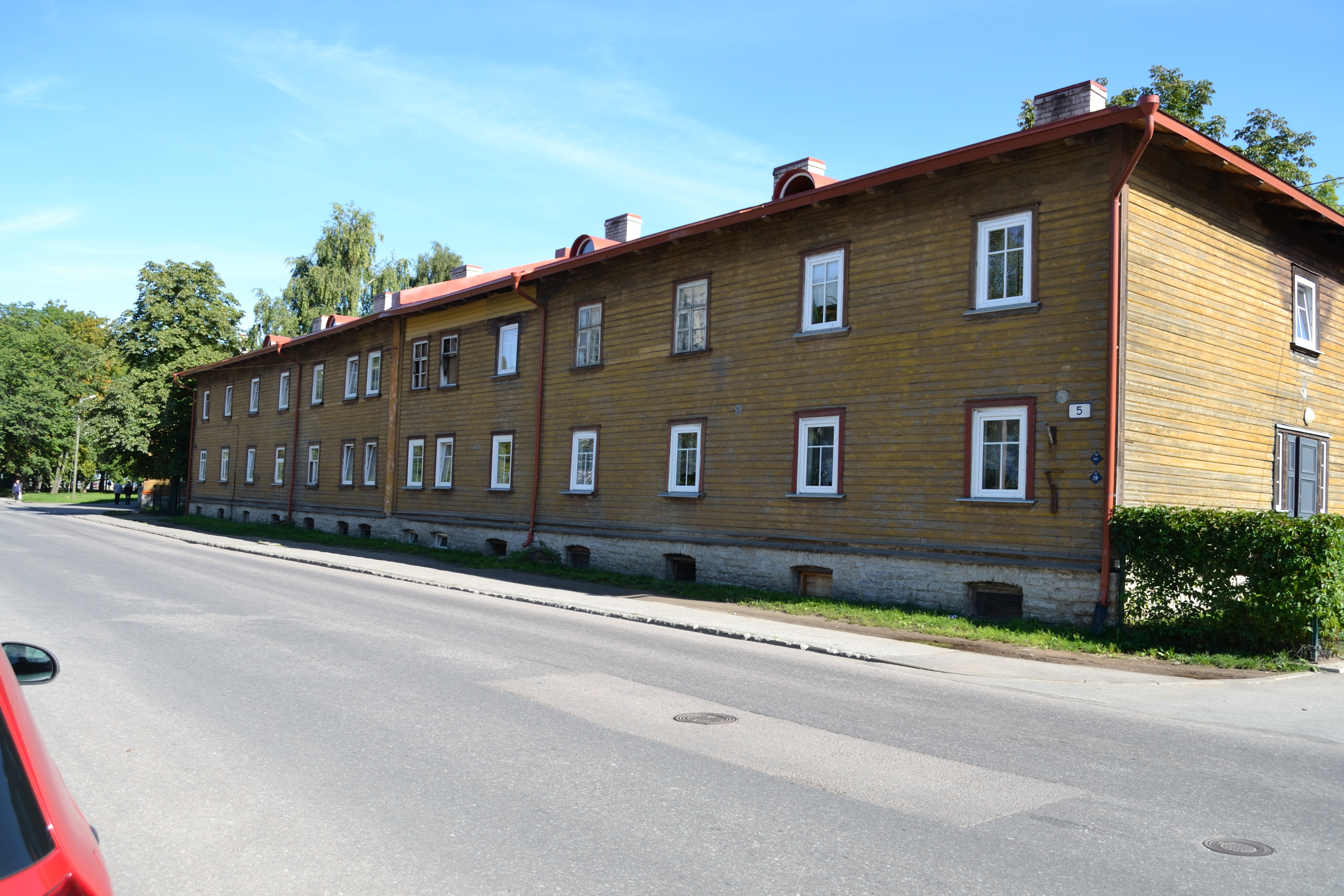
Дом 5, жилой дом служащих хлопчатобумажной фабрики (1901-1905)

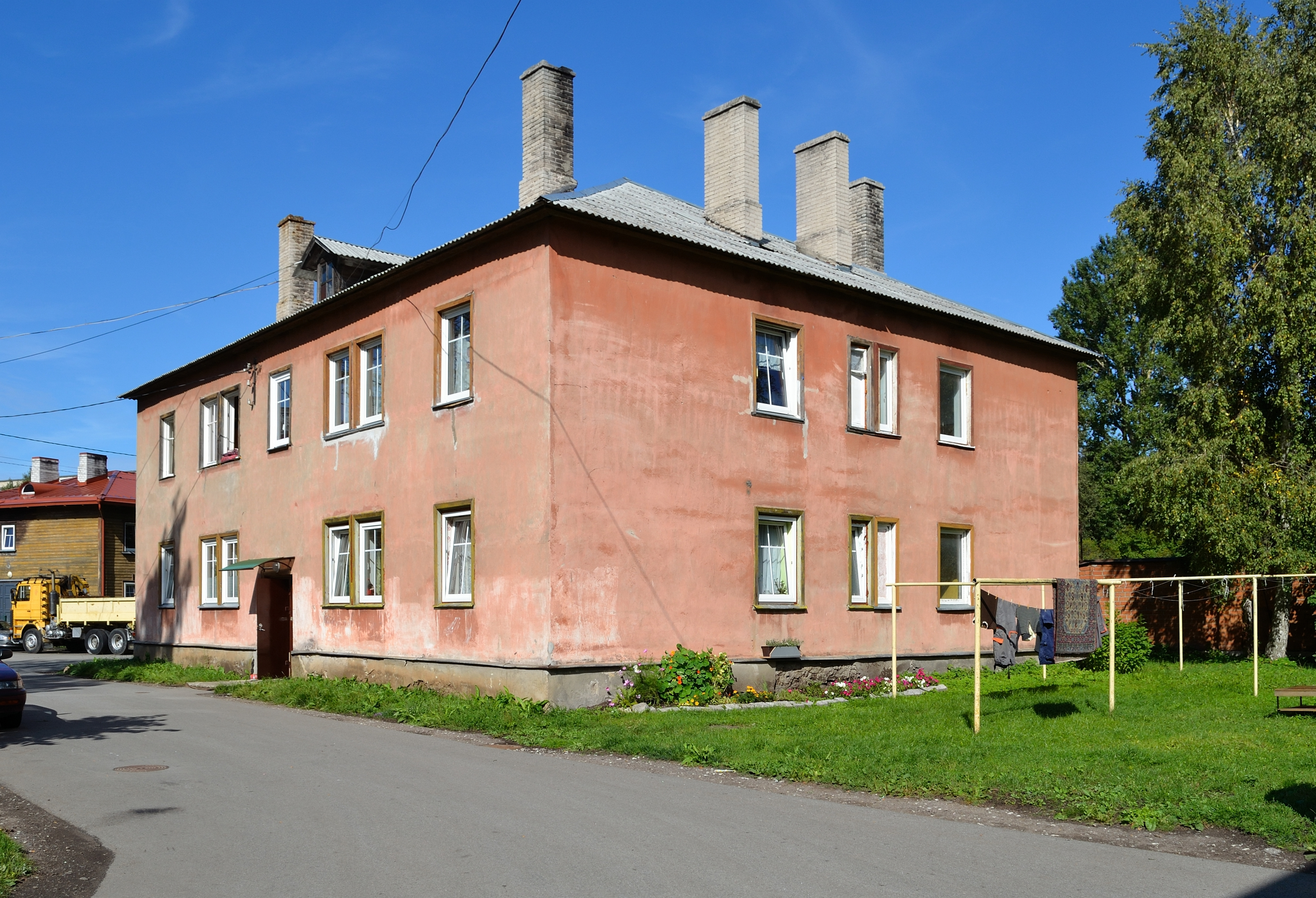
Дом 5А, жилой дом рабочих Балтийской мануфактуры (памятник архитектуры, построен в 1951 году)

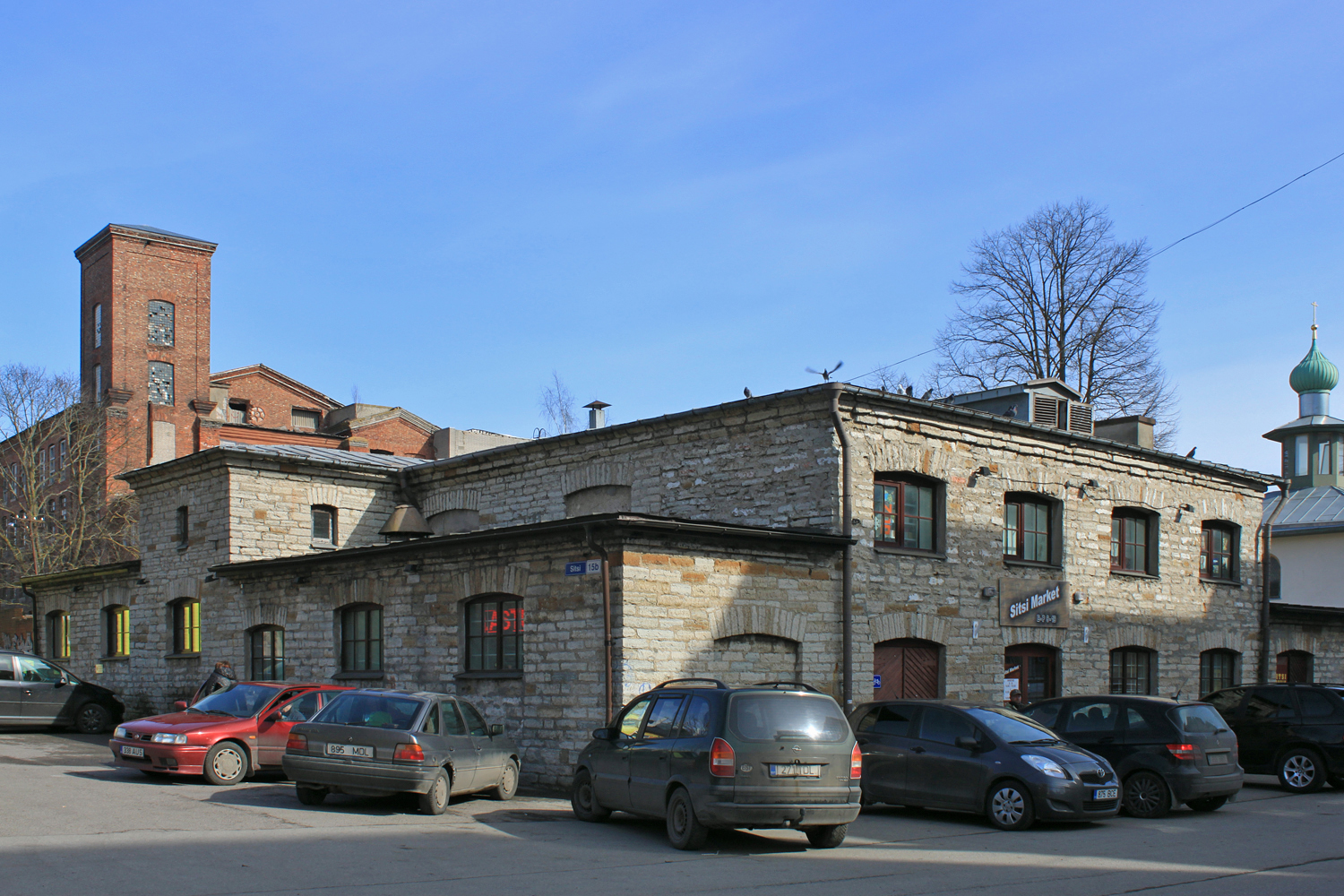
Дом 15B, баня хлопчатобумажной фабрики

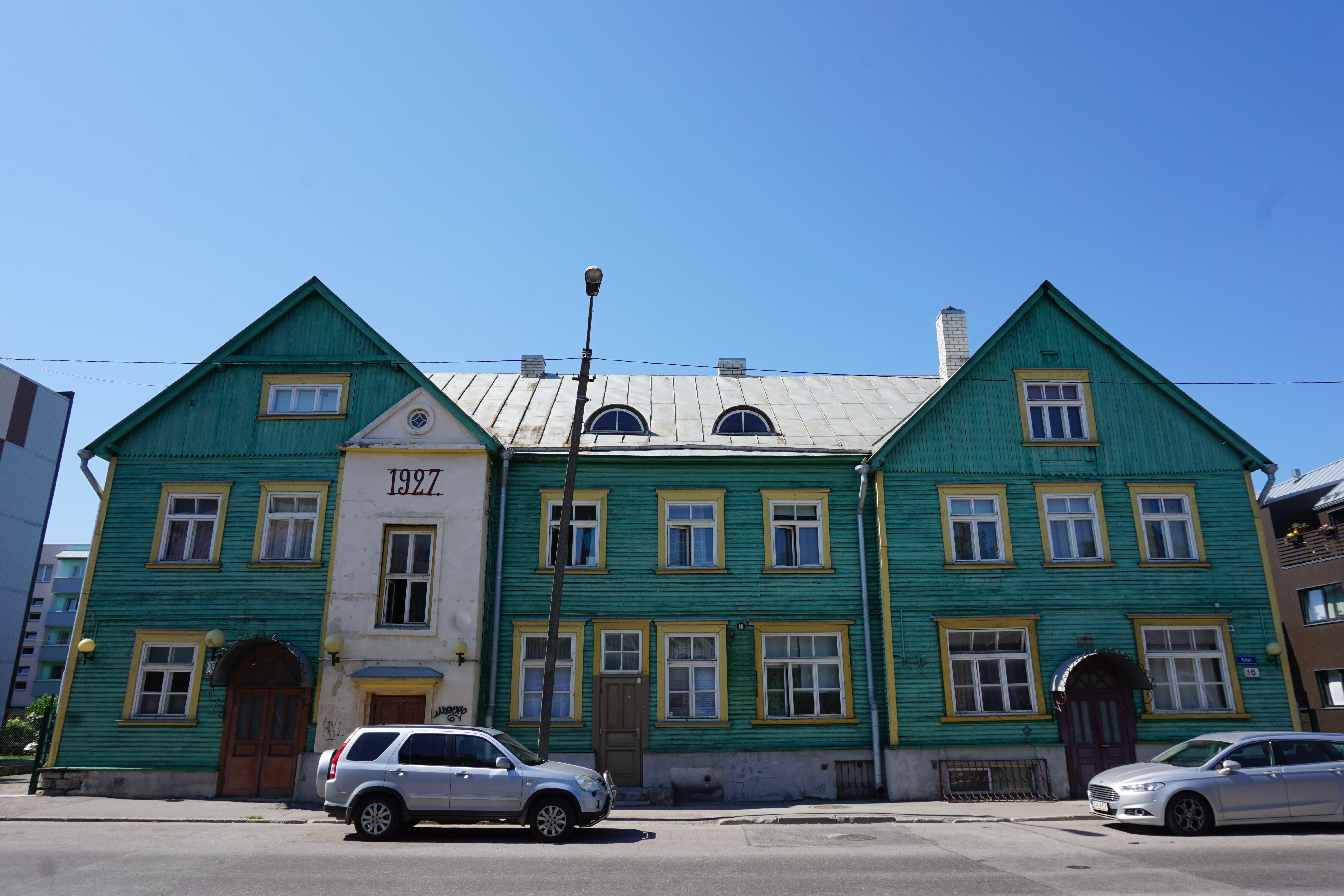
Дом 16

- Sitsi tn 1 — школьное здание хлопчатобумажной фабрики, построено в 1913 году, автор проекта — архитектор Жак Розенбаум. Двухэтажное здание с подвальным и мансардным этажами и с каменной угловой башней имеет представительный фасад в югендстиле. При инспектировании 01.07.2019 состояние дома признано плохим[8];
- Sitsi tn 3 — жилой дом мастеров хлопчатобумажной фабрики, яркий образец жилого дома для среднего класса на рубеже XIX и XX веков, один из первых рядных домов в Таллине и, как таковой, важное строение с точки зрения типологического обзора зданий. Богатый деталями и хорошо сохранившийся с точки зрения архитектуры и истории. При инспектировании 31.08.2010 состояние дома признано удовлетворительным[9];
- Sitsi tn 3A — прачечная промышленного посёлка хлопчатобумажной фабрики, небольшое одноэтажное здание, образец вспомогательного строения промышленного посёлка. При инспектировании 12.04.2019 состояние здания оценено как плохое[10];
- Sitsi tn 3B — конюшня хлопчатобумажной фабрики. Здание, построенное в 1900 году, предназначалось для конюшни, жилья конюхов и прислуги директора фабрики. Состояло из трёх частей, соединённых друг с другом под небольшим углом; из них сохранились две части, конюшня к настоящему времени снесена, и о ней напоминает брандмауэр из красного кирпича. При инспектировании 22.05.2015 состояние строения признано удовлетворительным[11];
- Sitsi tn 5 — жилой дом служащих хлопчатобумажной фабрики (1901–1905 гг.). Состоит из двух секций. Поскольку дом построен не как рабочий барак, он имеет квартиры немного большего размера и более просторные лестничные клетки. Входы расположены на концах здания, на задней части дома, по обе стороны от брандмауэра, разделяющего две секции. Лестничные клетки соединены идущим вдоль здания коридором, с каждой стороны которого расположены квартиры; изначально их было 24, в настоящее время, в результате более поздних перестроек, — 29. В отличие от рабочих бараков, помимо квартир, состоящих из жилого помещения с кухонным углом, в доме есть и однокомнатные жилища с отдельной кухней. В коридоре также есть кладовые и сухие биотуалеты, которые изначально предназначались для каждых пяти квартир. Лестница окаймлена деревянными балюстрадами. Между односторонними квартирными дверями до сих пор сохранились и используются высокие деревянные шкафы. При инспектировании 14.02.2017 состояние дома признано плохим[7];
- Sitsi tn 5A — жилой дом рабочих хлопчатобумажной фабрики, построен в советское время (в 1951 году) по типовому проекту. У дома два этажа, симметричная планировка фасада, высокий цоколь и вальмовая крыша. Окна полностью заменены на окна с пластиковыми рамами. В мансардных окнах, имеющих двускатную крышу, сохранились оригинальные деревянные рамы. Дымоходы выложены силикатным кирпичом и имеют небольшой карниз. Наружная дверь металлическая. При инспектировании 14.02.2017 состояние дома признано удовлетворительным[12];
- Sitsi tn 5B — жилой дом рабочих хлопчатобумажной фабрики (1901–1905 гг.). Состоит в трёх секций, при инспектировании  27.03.2021 его состояние признано плохим[13];
- Sitsi tn 7— жилой дом рабочих хлопчатобумажной фабрики (1901–1905 гг.). Состоит из двух секций, при инспектировании 14.02.2017 его состояние признано плохим[14];
- Sitsi tn 9 — жилой дом рабочих хлопчатобумажной фабрики (1901–1905 гг.). Состоит из трёх секций, при инспектировании 11.03.2011 его состояние было оценено как плохое[15];
- Sitsi tn 11 — жилой дом рабочих хлопчатобумажной фабрики(1901–1905 гг.). Состоит из одной секции, при инспектировании 14.02.2017 его состояние признано хорошим[16];
- Sitsi tn 13 — жилой дом рабочих хлопчатобумажной фабрики (1901–1905 гг.). У простого жилого здания низкий оштукатуренный известняковый цоколь и вальмовая крыша с этернитовым покрытием, стены обшиты горизонтальными деревянными досками. Уличный фасад здания имеет небольшой треугольный фронтон с восьмиугольным округлым окном. Вход с металлической дверью расположен на заднем фасаде. При инспектировании 07.02.2021 состояние дома оценено как хорошее[17];
- Sitsi tn 15A — церковь иконы Божией Матери «Всех скорбящих Радость» при Балтийской мануфактуре (Скорбященская церковь[18]). Точное время строительства неизвестно. Типичная православная церковь с простым основным планом. Фасад разделён кирпичными и оштукатуренными стенами, на крыше — типичная для сакрального строения башня[19];
- Sitsi tn 15B — баня хлопчатобумажной фабрики. У одноэтажного здания фундамент и внешние и несущие стены из известняка, крыша из листового металла. Окна имеют изогнутый верхний контур. В советское время находилось в распоряжении КПЭ. После распада СССР в здании работал магазин. В 1997 году оно было перестроено и расширено; внешний фасад сохранился в первозданном виде, но некоторые ворота и окна были замурованы, а оконные решётки переделаны[20]. В настоящее время в здании работает небольшой рынок «Sitsi market»;
- Sitsi tn 16 —— здание Потребительского общества Балтийской хлопчатобумажной фабрики. Первый этап его строительства по проекту архитектора Эугена Хаберманна[нем.] (1884—1944) относится к 1925 году. В 1927 году была проведена перестройка здания, в ходе которого его фасад стал в три раза шире, и объём увеличился. В новом крыле здания была построена каменная лестница, в его подвале располагались ледяной погреб, складские помещения для магазина, прачечная и деревянные сараи. В задней части здания был зал с небольшой сценой и возможностью показа кинофильмов. В новой части здания также разместилась небольшая пекарня, а над ней на втором этаже были две квартиры и конторское помещение. В 1936 году здание было перестроено: для старого торгового помещения построили новую лестницу в подвал и изменили форму окон. В 1950 году в здании была произведена кардинальная реконструкция по проекту архитектора Э. Пылдре, в числе прочего на втором этаже были возведены перегородки и он был разделен на три квартиры. В 1952 году была построена каменная лестница у бокового фасада. В 2005 году для здания был подготовлен проект внутренней реконструкции. При инспектировании 27.03.2021 состояние здания оценено как хорошее[21].

Дом директора «Балтийской мануфактуры», памятник архитектуры 1899 года, сгорел 5 декабря 2019 года.

Улица Ситси, памятники культуры
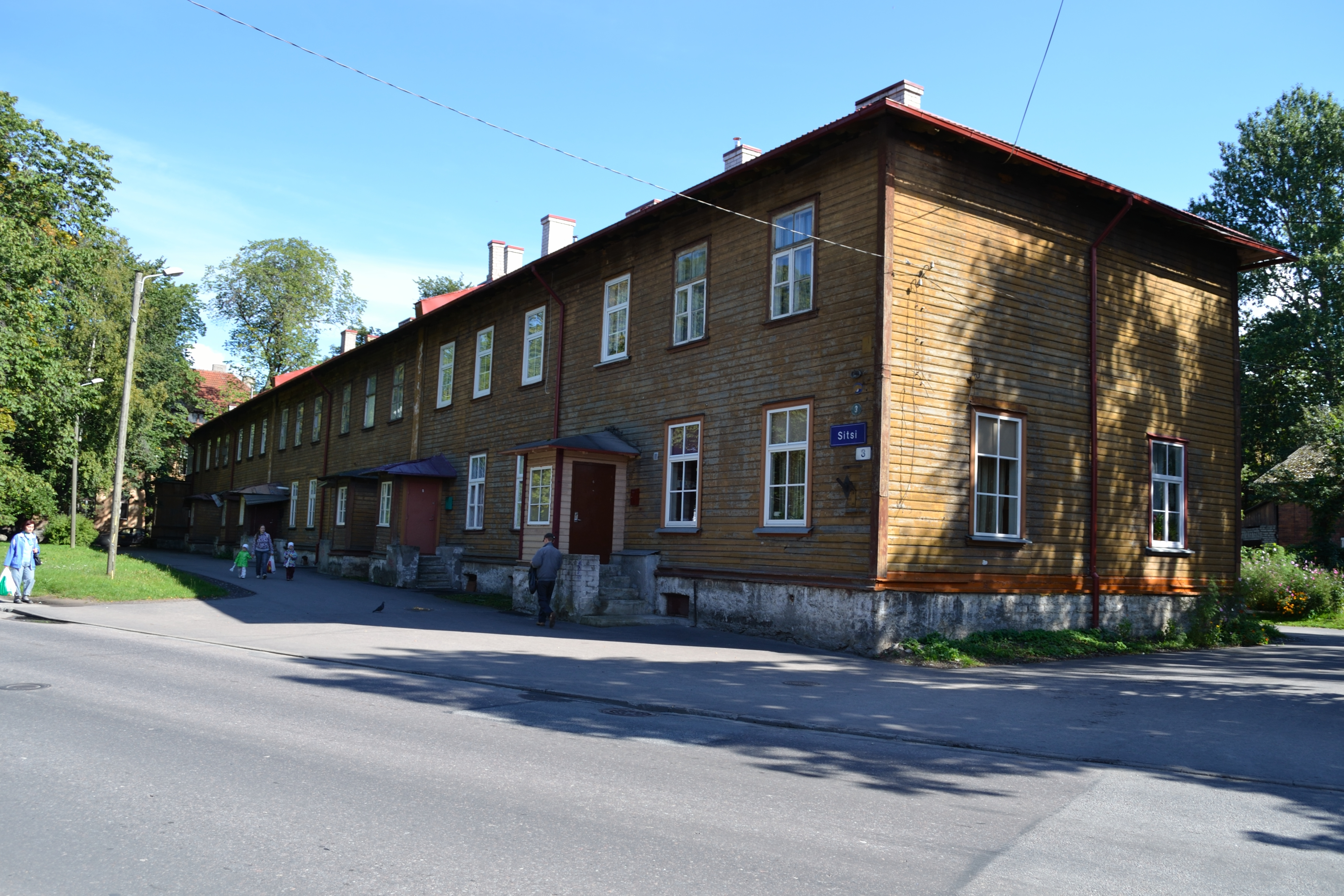
Дом 3, жилой дом мастеров хлопчатобумажной фабрики
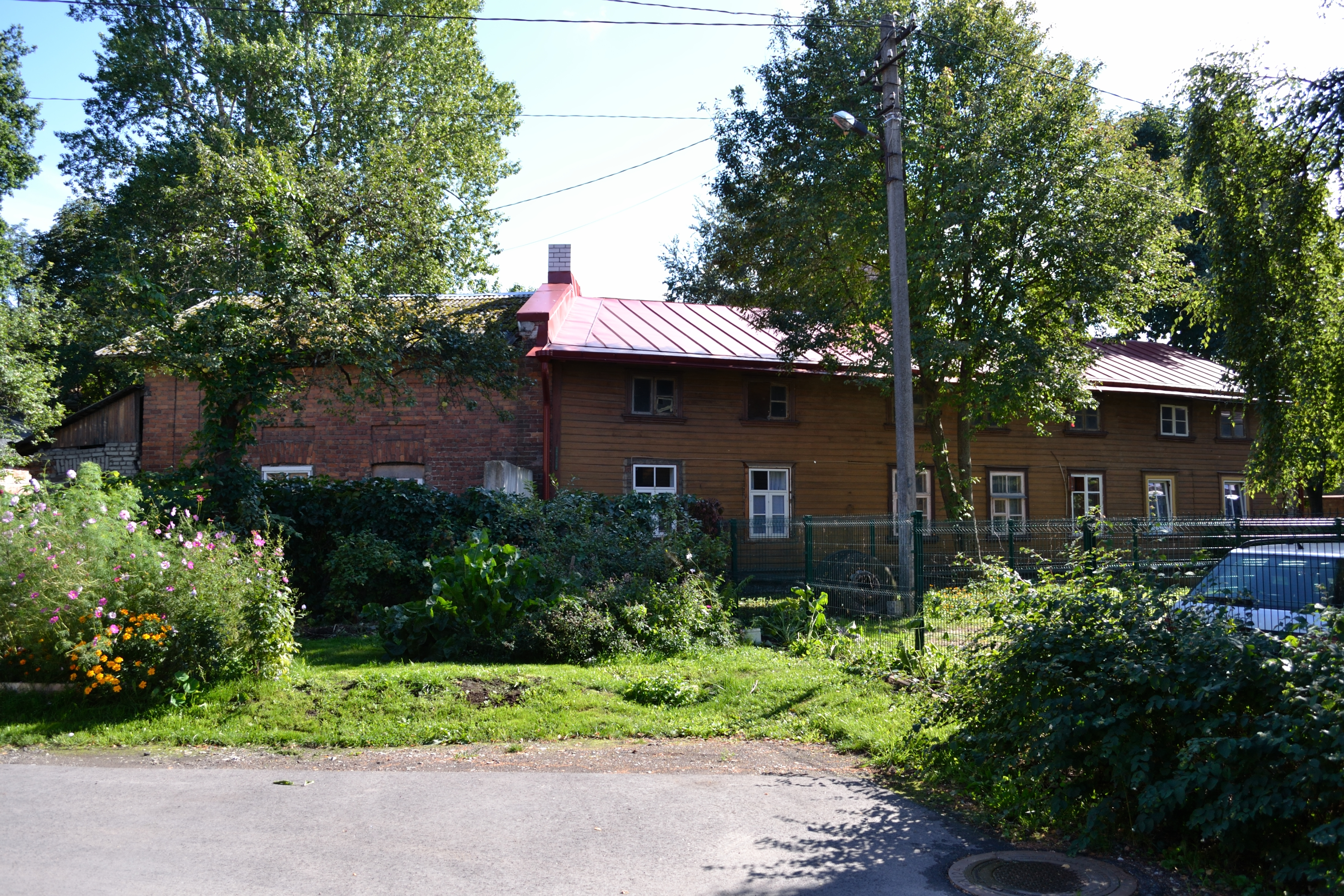
Дом 3В, конюшня хлопчатобумажной фабрики
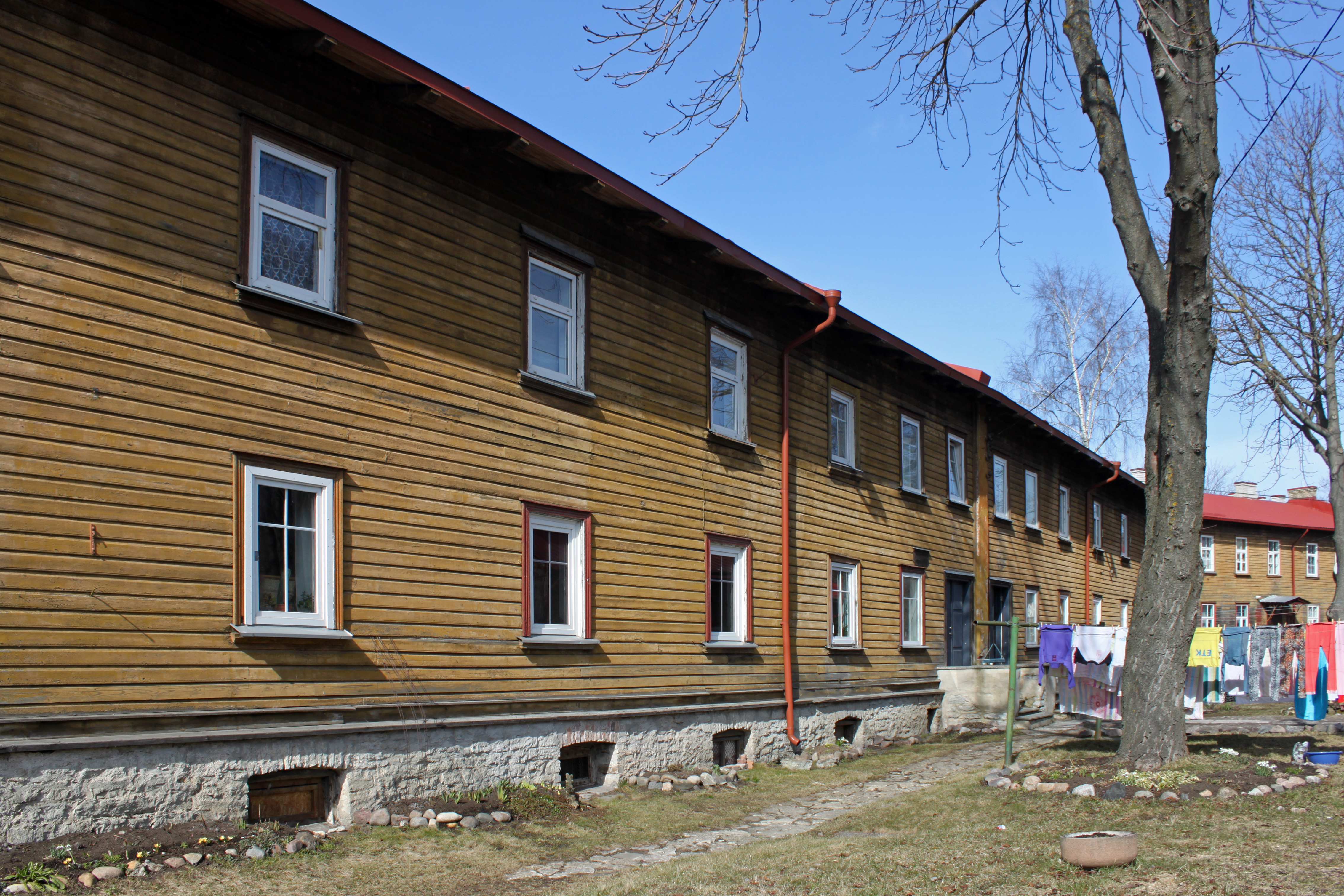
Дом 5, жилой дом служащих хлопчатобумажной фабрики
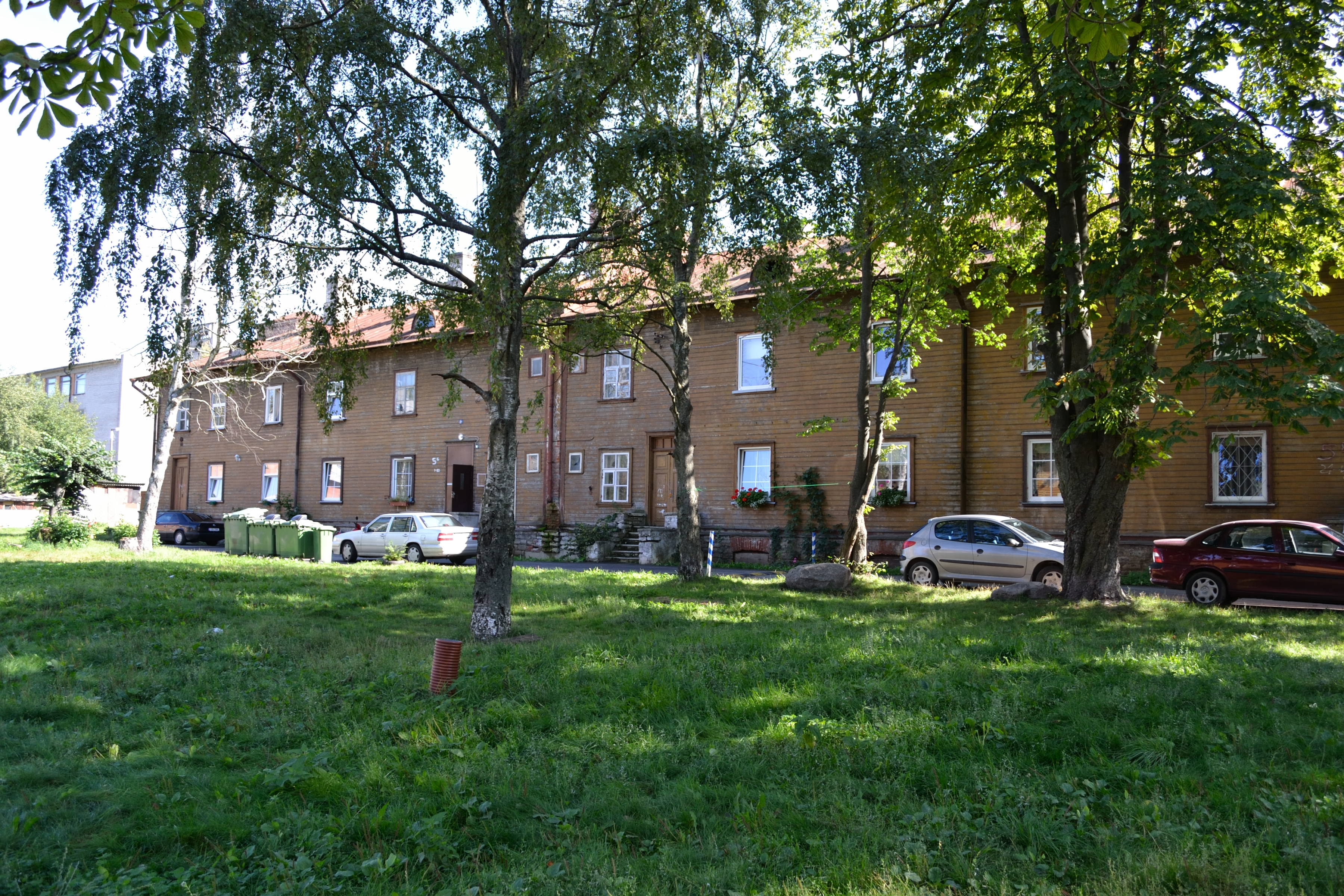
Дом 5B, жилой дом рабочих хлопчатобумажной фабрики
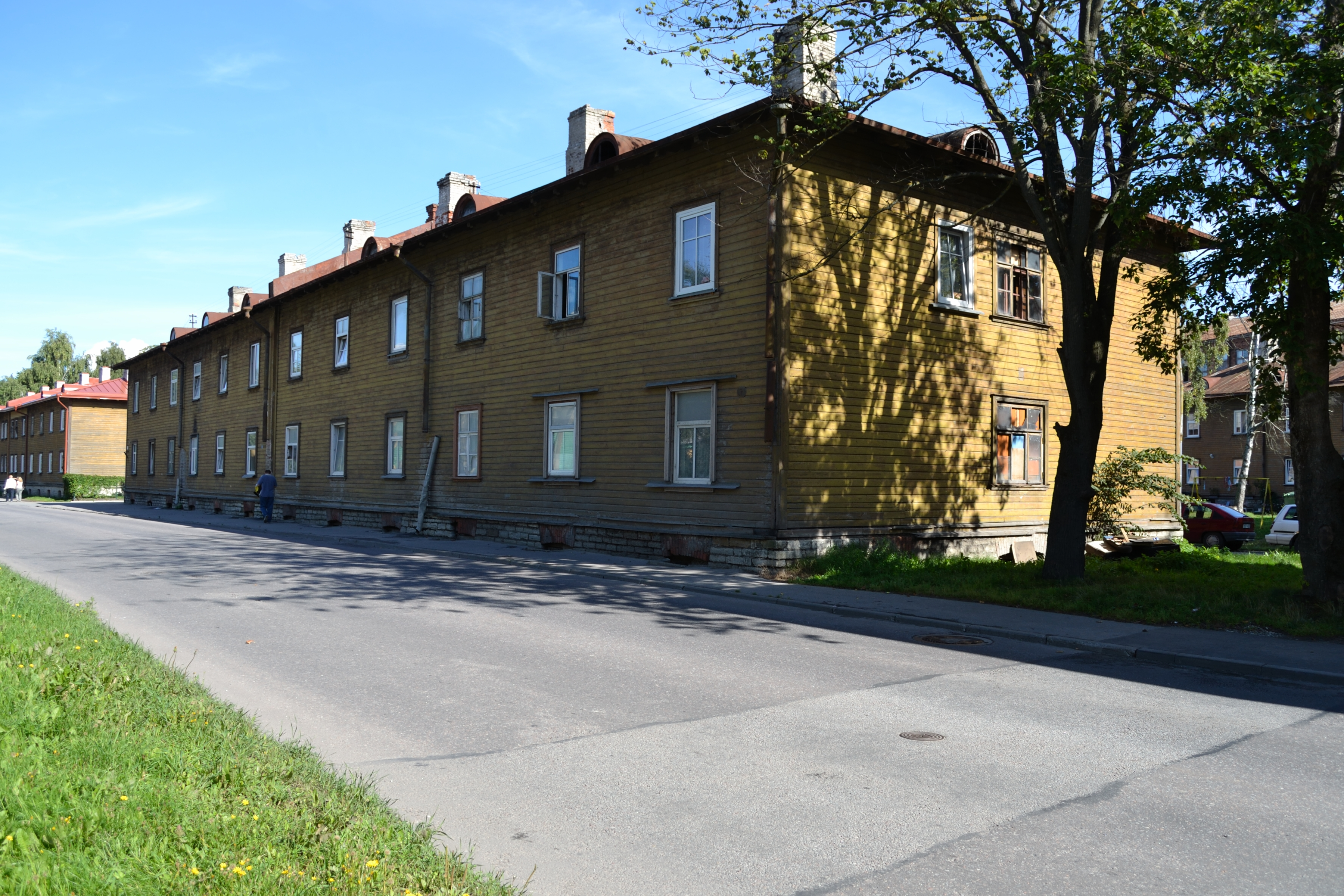
Дом 7, жилой дом рабочих хлопчатобумажной фабрики
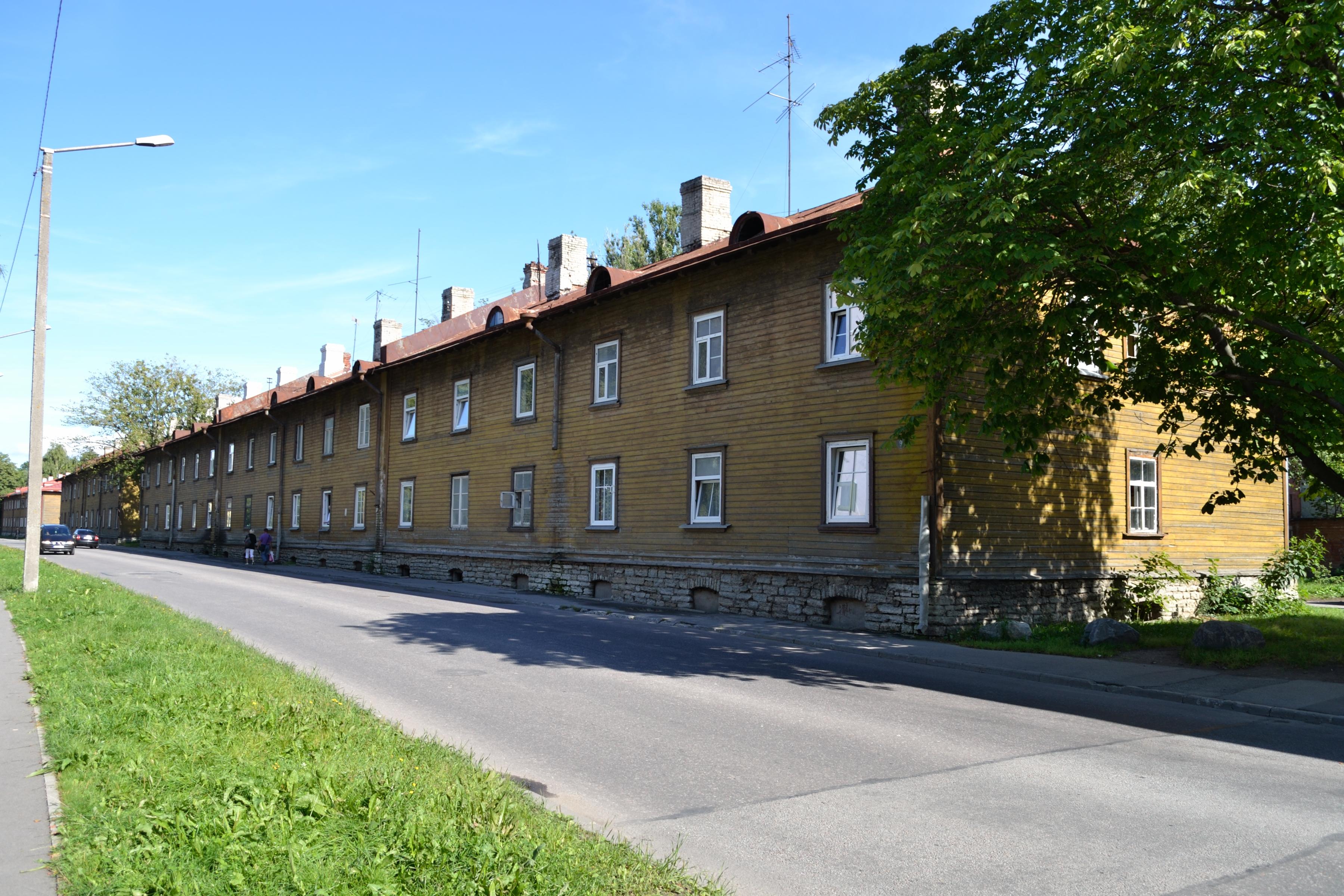
Дом 9, жилой дом рабочих хлопчатобумажной фабрики
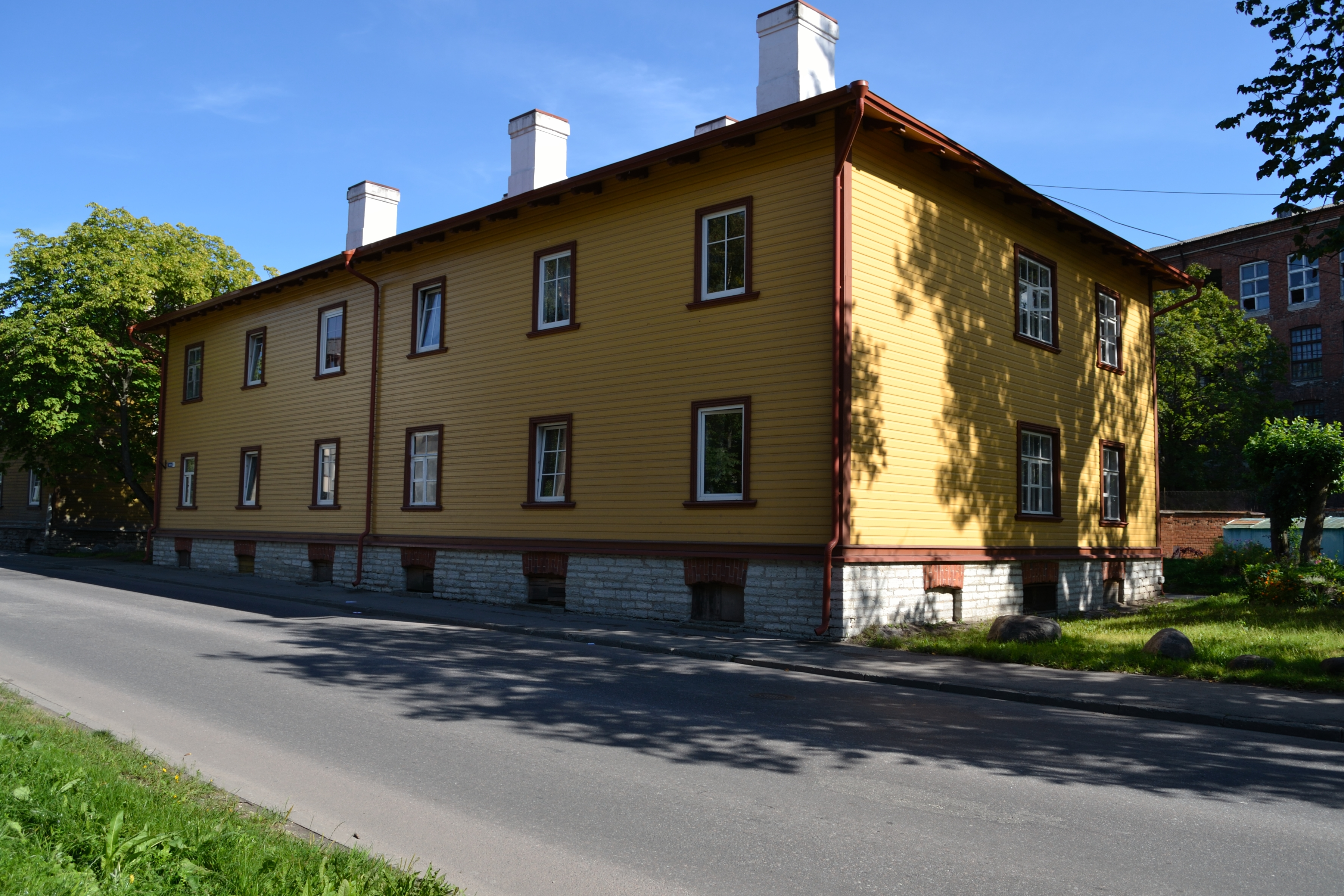
Дом 11, жилой дом рабочих хлопчатобумажной фабрики
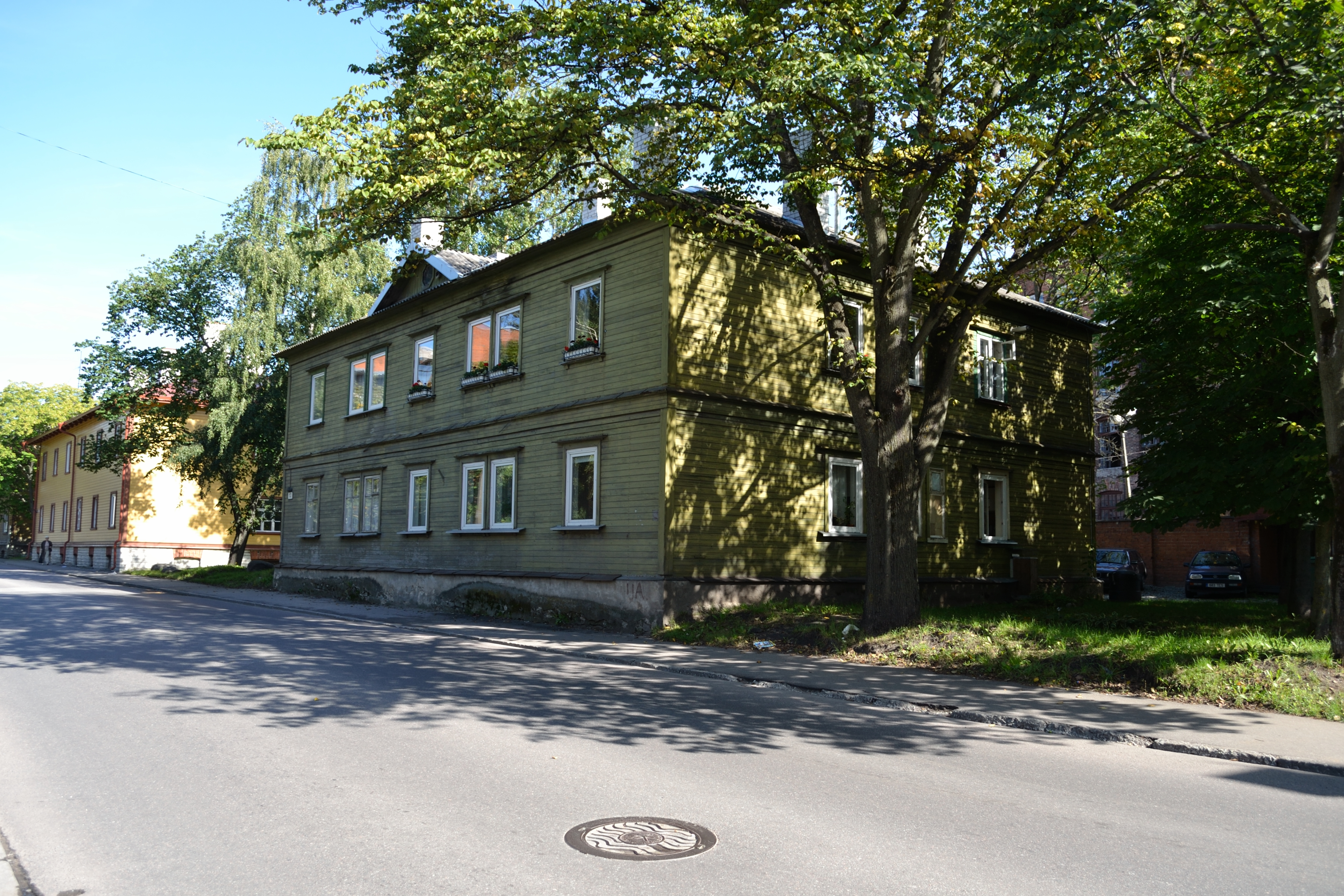
Дом 13, жилой дом рабочих хлопчатобумажной фабрики
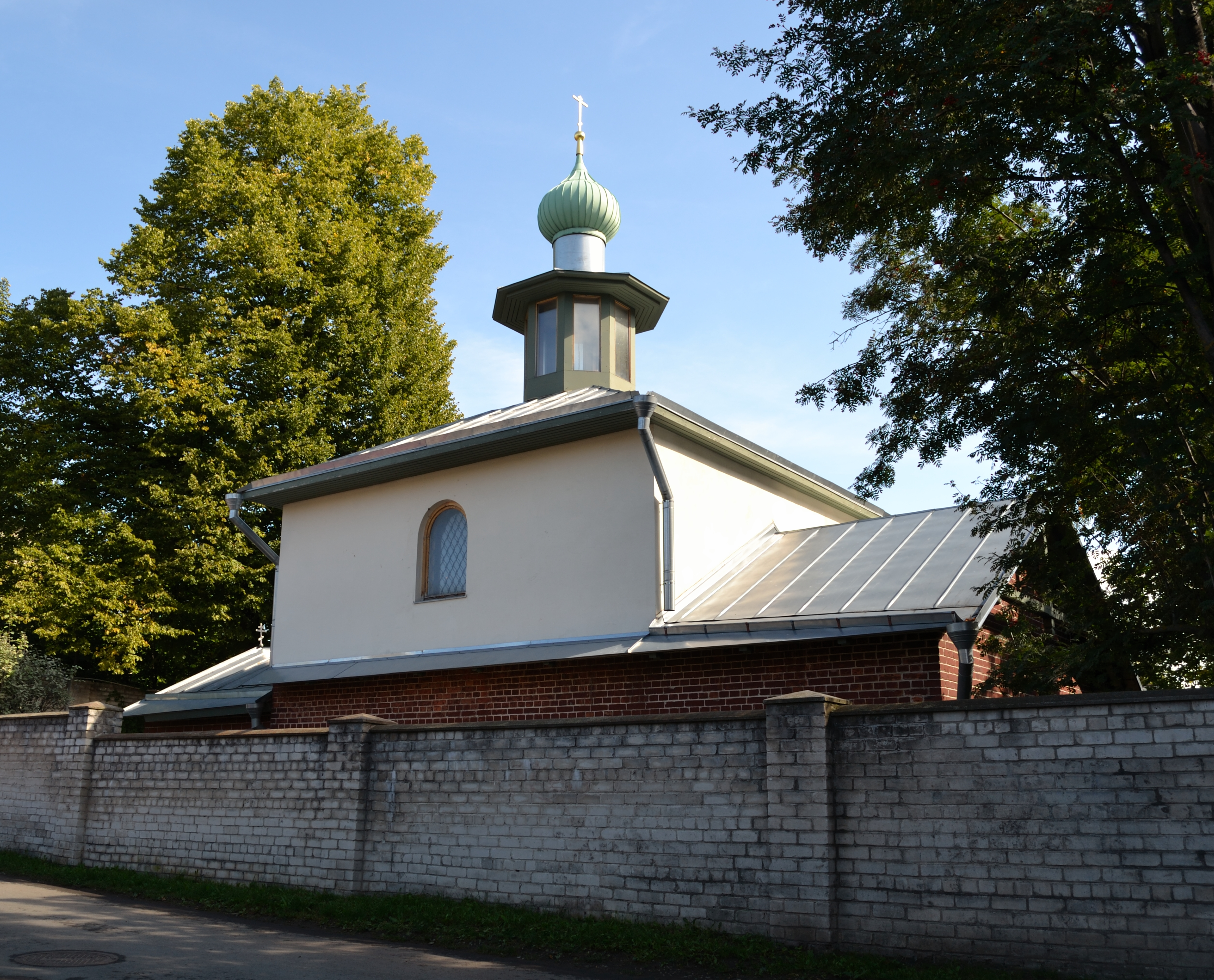
Дом 15А, Скорбященская церковь

Дом 15

На правой стороне улицы расположены малоэтажные жилые дома, построенные в основном во второй половине XX века; это, в частности:
- Sitsi tn 14 — пятиэтажный жилой дом серии 111-121 (1991 год);
- Sitsi tn 15 — трёхэтажный деревянный квартирный дом (1961 год);
- Sitsi tn 24 — пятиэтажный жилой дом серии 111-121 (1974 год);
- Sitsi tn 28 — пятиэтажный жилой дом серии 111-121 (1972 год).

Сохранились два деревянных двухэтажных жилых дома 1946 года постройки: № 4 и 6.

## Cм. также
- Балтийская мануфактура
- Улица Кари